# Magic Realism
Magic Realism ist ein Jazzalbum von Reza Askari. Die am 10. und 11. Oktober 2018 im Loft, Köln entstandenen Studio-Aufnahmen erschienen 2020 auf dem Label QFTF.

## Hintergrund
Der Bassist Reza Askari legte 2020 mit Magic Realism das zweite Album mit seiner Trio-Formation ROAR vor, nach dem 2017 erschienenen gleichnamigen Debüt-Album des Trios mit Stefan Karl Schmid am Saxofon sowie Fabian Arends am Schlagzeug. Reza Askari spielt auf diesem Album einen alten Kontrabass von Pöllmann mit Darmseiten.

## Titelliste
- Reza Askari, Roar – Magic Realism (QFTF)[1]

1. Firefly (Stefan Karl Schmid) 6:22
2. Magic Realism 5:19
3. Marimonda 3:34
4. Return of the Beam 4:27
5. Play (Stefan Karl Schmid) 6:43
6. Painman 5:44
7. Bottrop Bebop 4:15
8. Korma Koma Karma 5:03

Wenn nicht anders vermerkt, stammen die Kompositionen von Reza Askari.

## Rezeption

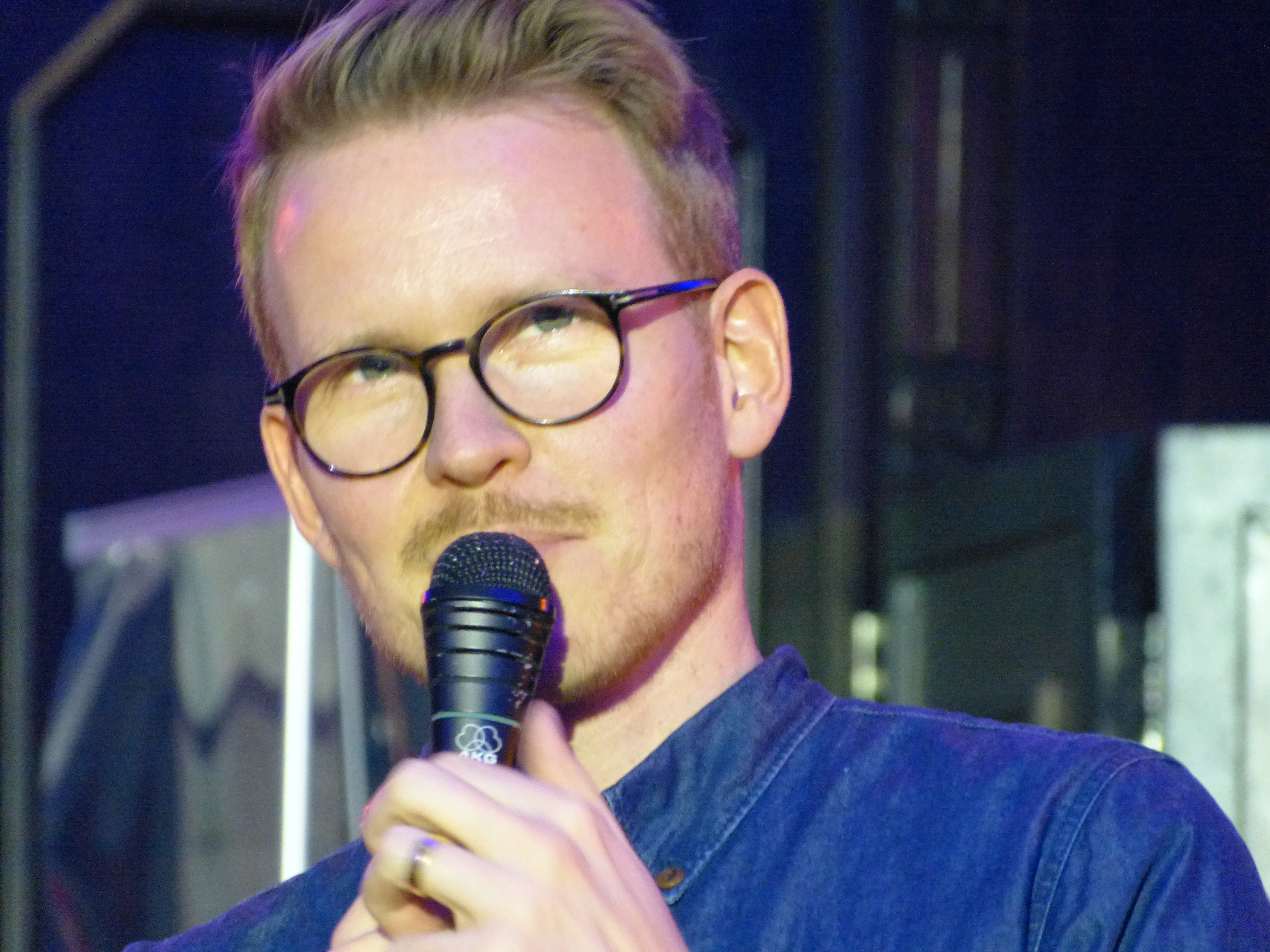
Stefan Karl Schmid 2020

Hier sei ein Saxofon-, Bass- und Schlagzeug-Trio zugange, das mit weniger Strenge und Experimentierfreude als Bands wie Sonny Rollins, Wilbur Ware und Pete LaRoca seinen musikalischen Geschäften nachgehe, aber mit mehr als einem Auge für das Trio von Jimmy Giuffre, Paul Bley und Gary Peacock, das so viele vor vielen Jahrzehnten begeistert habe, schrieb Nic Jones im Jazz Journal. Unter solchen Umständen sei dies ein Album, das die Bewertung mit drei Sternen voll und ganz rechtfertige, „denn obwohl es nichts Mangelhaftes gibt, findet sich auch nichts, was es heraushebt aus der mittlerweile dicht gedrängten, alles andere als sozial distanzierten Menge“ [von Veröffentlichungen].